# جورج گریتزارد
جورج گریتزارد (انگلیسی: George Grizzard; ۱ آوریل ۱۹۲۸ – ۲ اکتبر ۲۰۰۷) هنرپیشه اهل ایالات متحده آمریکا بود.
از فیلم‌ها یا برنامه‌های تلویزیونی که وی در آن نقش داشته‌است می‌توان به پسران شگفت‌انگیز، پرچم‌های پدران ما، دزدهای خرده‌پا، پارتی مجردی، سوارکاری می‌آید، از تراس، اشتباه درست است، مثل روزهای قدیم و قدرت آتش اشاره کرد.